# Rue de Nabécor
La rue de Nabécor est une voie de la commune française de Nancy, dans le département de Meurthe-et-Moselle, en région Lorraine (Grand Est).

## Situation et accès
La rue relie l'avenue de Strasbourg à la rue du Maréchal-Oudinot.

## Origine du nom
La rue doit son nom au ruisseau de Nabécor qui prend sa source dans les hauteurs de Vandœuvre et longe le château du Charmois.

## Historique
Nabécor a formé toujours comme un petit village à part, habité par les vignerons et les jardiniers, établis à l'endroit des rapailles (haies) « où que passe le rupt venant de Vandoeuvre ». En 1624, le Conseil de ville donna l'ordre à un individu demeurant en Abécort de sortir du pays. attendu que sa femme se livrait à la sorcellerie.
En 1858, l'abbé Marchal, bibliophile lorrain, écrit : « Derrière le Séminaire et séparés de cet établissement par le chemin de Bellevue (aujourd'hui rue du Docteur Liébeault) se voient les jardins de Nabécor, groupe considérable d'habitations au milieu desquelles coule un ruisseau venant du Montet et passant près du Charmois, maison de plaisance du peintre Provençal... ».

## Bâtiments remarquables et lieux de mémoire
- n°47 ancien hôpital Villemin construit en 1920, dû aux architectes Georges Biet et Albert Jasson